# 사 (선심소)
사(捨, 내려놓음, 버림, 고요, 평정, 평정심, 평온, 균형, 평형, 산스크리트어: upeksā, 팔리어: upekkhā 또는 upekhā, 영어: serenity, equilibrium, equanimity, stability, composure)는 설일체유부의 5위 75법에서 심소법(心所法: 46가지) 중 대선지법(大善地法: 10가지) 가운데 하나이며, 유식유가행파와 법상종의 5위 100법에서 심소법(心所法: 51가지) 중 선심소(善心所: 11가지) 가운데 하나인 행사(行捨)이다. 사수(捨受: 괴롭지도 즐겁지도 않은 감각)와 구별하기 위하여 행사(行捨)라 한다. 설일체유부에 따르면, 사(捨)는 혼침(惛沈: 무기력, 침체)과 도거(掉擧: 흐트러짐, 들뜸, 딴데로 달아남)를 떠난 마음(6식 또는 8식, 즉 심왕, 즉 심법)의 평등성(平等性: 평정)과 무경각성(無警覺性: 동요됨이 없는 것)을 말한다.
《현양성교론》에 따르면, 사(捨)의 본질적 성질[體]은 무탐 · 무진 · 무치 · 정진의 4가지 선심소이고, 본질적 작용[業]은 이들 4가지 선심소에 의지하여 '모두 버림[捨]'으로써 즉 '모두 내려놓음[捨]'으로써 즉 해당 염오법과 관련된 '선 · 불선을 모두 내려놓음[捨]'으로써 즉 해당 염오법에 대한 '모든 공용(功用)을 내려놓음[捨]'으로써 심평등(心平等: 마음의 평정) · 심정직(心正直: 마음의 정직) · 심무발동(心無發動: 마음의 동요 없음)을 득하게 하여 발동(發動: 마음의 동요)이라는 장애를 끊게 하는 것이고, 신 · 참 · 괴 · 무탐 · 무진 · 무치 · 정진 · 경안 · 불방일의 본질적 작용들 중 보리(菩提)의 증득을 위한 자량(資糧: 자재와 식량, 즉 선근과 공덕)이 원만해지게 하고, 자신과 남을 이롭게 하고[利益自他], 선도(善道)에 나아가게 하고, 청정한 믿음[淨信]을 증장시키는 것을 또한 하게 하고, 나아가
사(捨)를 증장시키는 것이다.
또한, 《현양성교론》에 따르면,
불방일(不放逸)과 사(捨)의 차이점은 불방일(不放逸)에 의지하여 염오법(染汚法)을 제견(除遣: 덜고 보냄, 가게 하여 보냄, 떠나보냄)하고 즉 떨쳐버리고, 다시 사(捨)에 의지하여 그 떨쳐버린 염오법에 대해 불염오주(不染污住: 오염되지 않으면서 머뭄)하는 것이다. 즉, 불방일에 의지하여 떨쳐버린 염오법에 대해 더 이상 그 염오법에 의해 오염되지 않으면서 그 염오법에 머물 수 있게 된다. 즉 그 염오법에 대해 오염됨이 없이 작용할 수 있는 상태가 된다. 즉, 균형 즉 마음의 평정을 잃어버림이 없이 다른 이들의 번뇌를 맞이하여 그 사람이 번뇌를 떨쳐버리고[除遣, 떠나보내고] 내려놓는 것[捨]을 도울 수 있게 된다. 그리고 이러한 능력에는 심평등(心平等: 마음의 평정) · 심정직(心正直: 마음의 정직) · 심무발동(心無發動: 마음의 동요 없음)의 3단계의 차별이 있다. 즉, 심무발동의 단계 이전에는 불염오주(不染污住)가 부분적으로 가능하다가 심무발동의 단계에서는 불염오주(不染污住)가 완전히 가능하게 된다.